# Brasão de Lages

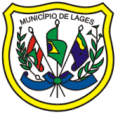
Brasão de Lages

O brasão de Lages é um dos símbolos oficiais de Lages, município do estado brasileiro de Santa Catarina.
O brasão tem grande valor histórico, e foi instituído em 1889, porém, passou por algumas modificações.
O modelo atual foi criado pela Lei nº 40 de 22 de novembro de 1977.
O brasão e as armas são usados obrigatoriamente nos papéis de expediente da prefeitura e da câmara do município de Lages.